# Gryllinae
I Grillini (Gryllinae Laicharting, 1781) sono una sottofamiglia di insetti ortotteri del sottordine Ensifera nella famiglia Gryllidae.

## Descrizione
Comprende insetti dal corpo leggermente appiattito, testa grande e globosa e antenne sottili, lunghe almeno come il corpo. I grilli hanno spesso una colorazione poco vivace, in prevalenza nera o bruna. Nelle specie munite di ali, queste sono tenute a riposo appiattite sul corpo; i maschi le strofinano fra loro per produrre il loro canto. L'apice dell'addome reca un paio di cerci posteriori. Nelle femmine l'ovopositore è cilindrico o a sciabola.

## Tassonomia
Comprende un centinaio di generi, tra cui i seguenti generi:
- Acheta Linnaeus, 1758
- Gryllita Hebard, 1935
- Gryllodes Saussure, 1874
- Gryllus Linnaeus, 1758
- Miogryllus Saussure, 1877
- Svercus Gorochov, 1988
- Teleogryllus Chopard, 1961
- Velarifictorus Randell, 1964

### Alcune specie
Alcune specie molto comuni sono il grillo del focolare Acheta domesticus, il grillo silente Gryllus assimilis, ed il grillo dei campi Gryllus campestris.. I grilli dei boschi, come il Nemobius, appartengono invece ad un'altra sottofamiglia.